# Islands bidrag i Eurovision Song Contest

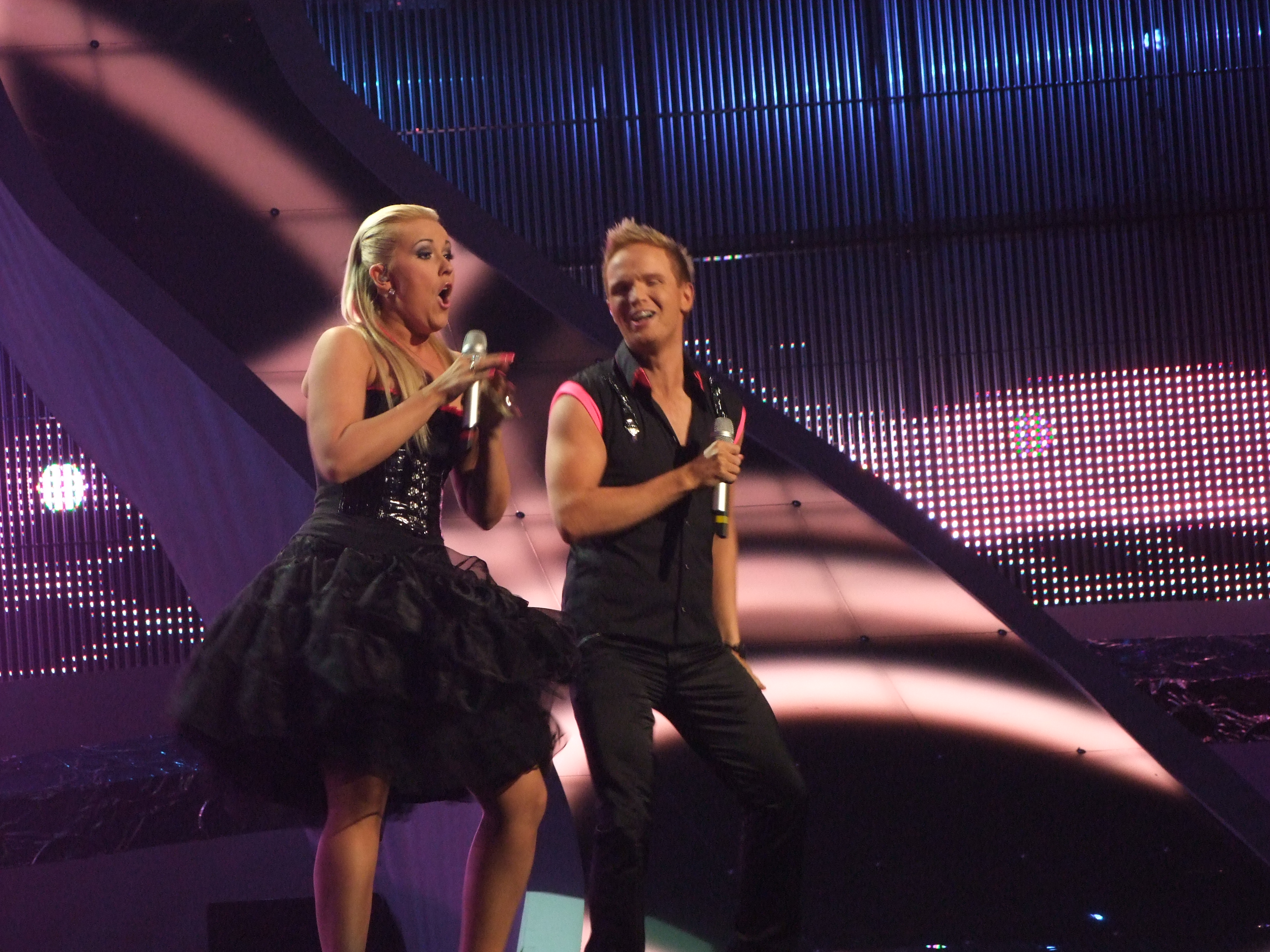
Eurobandið i Belgrad 2008.

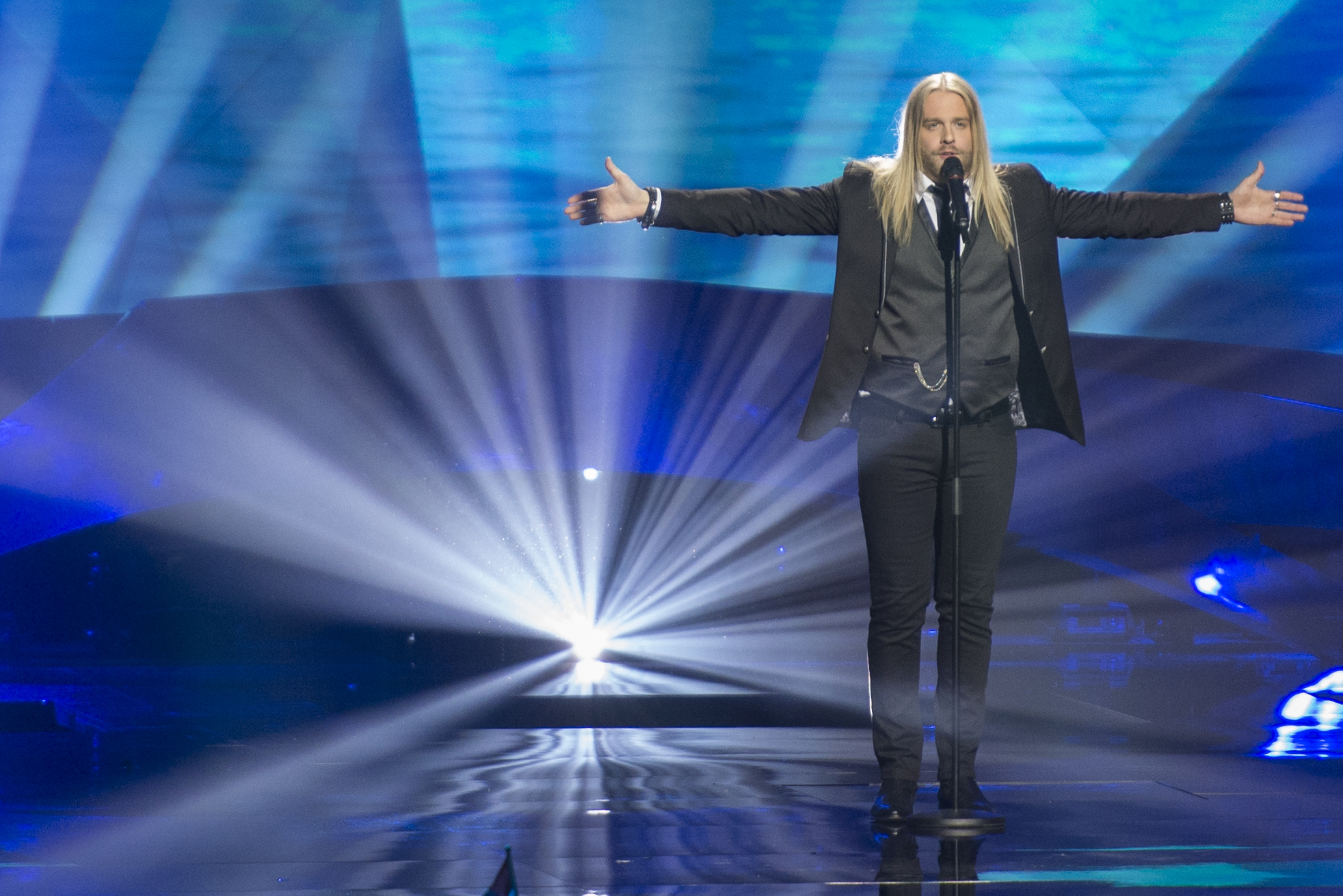
Eyþór Ingi Gunnlaugsson i Malmö 2013.

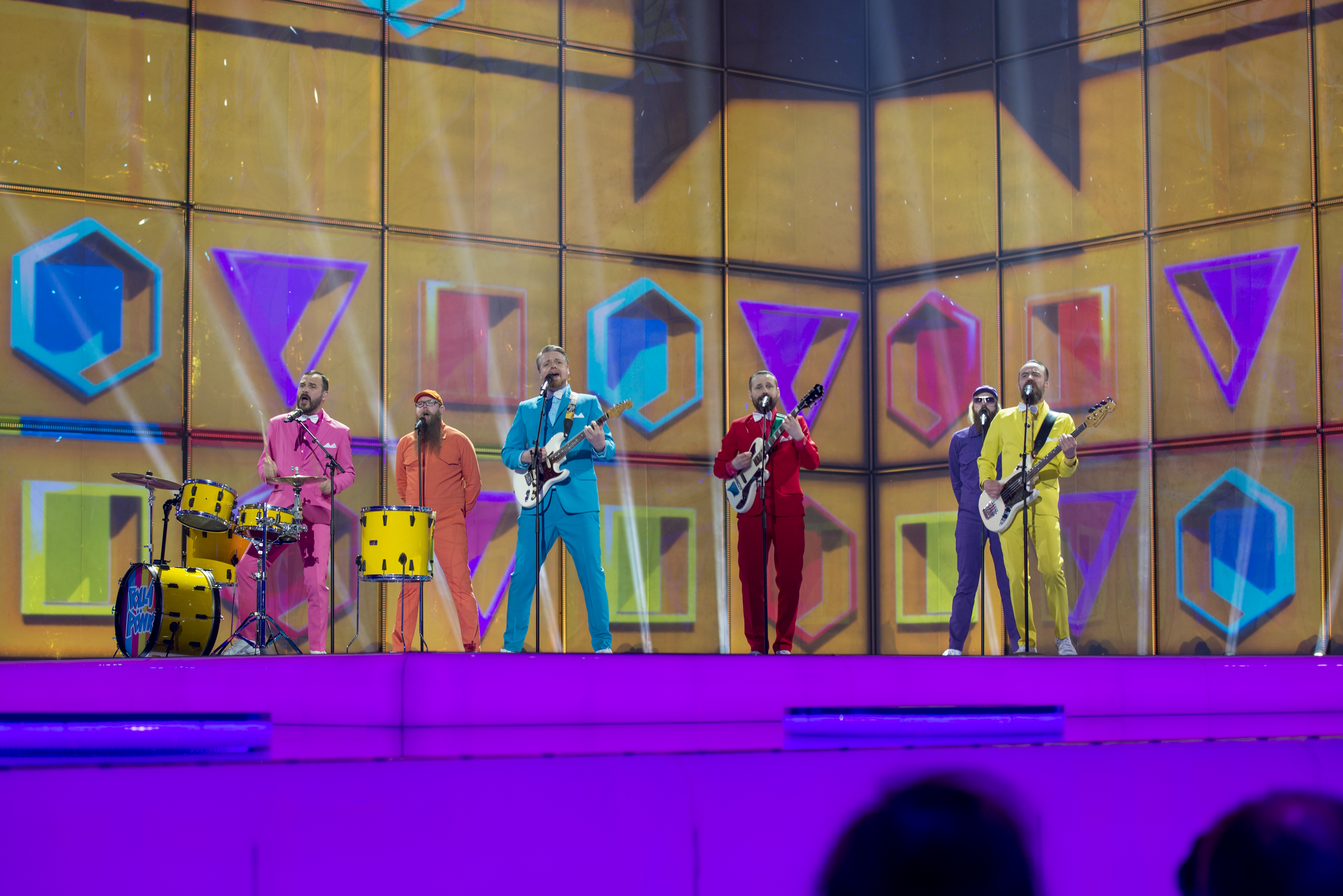
Pollapönk i Köpenhamn 2014.

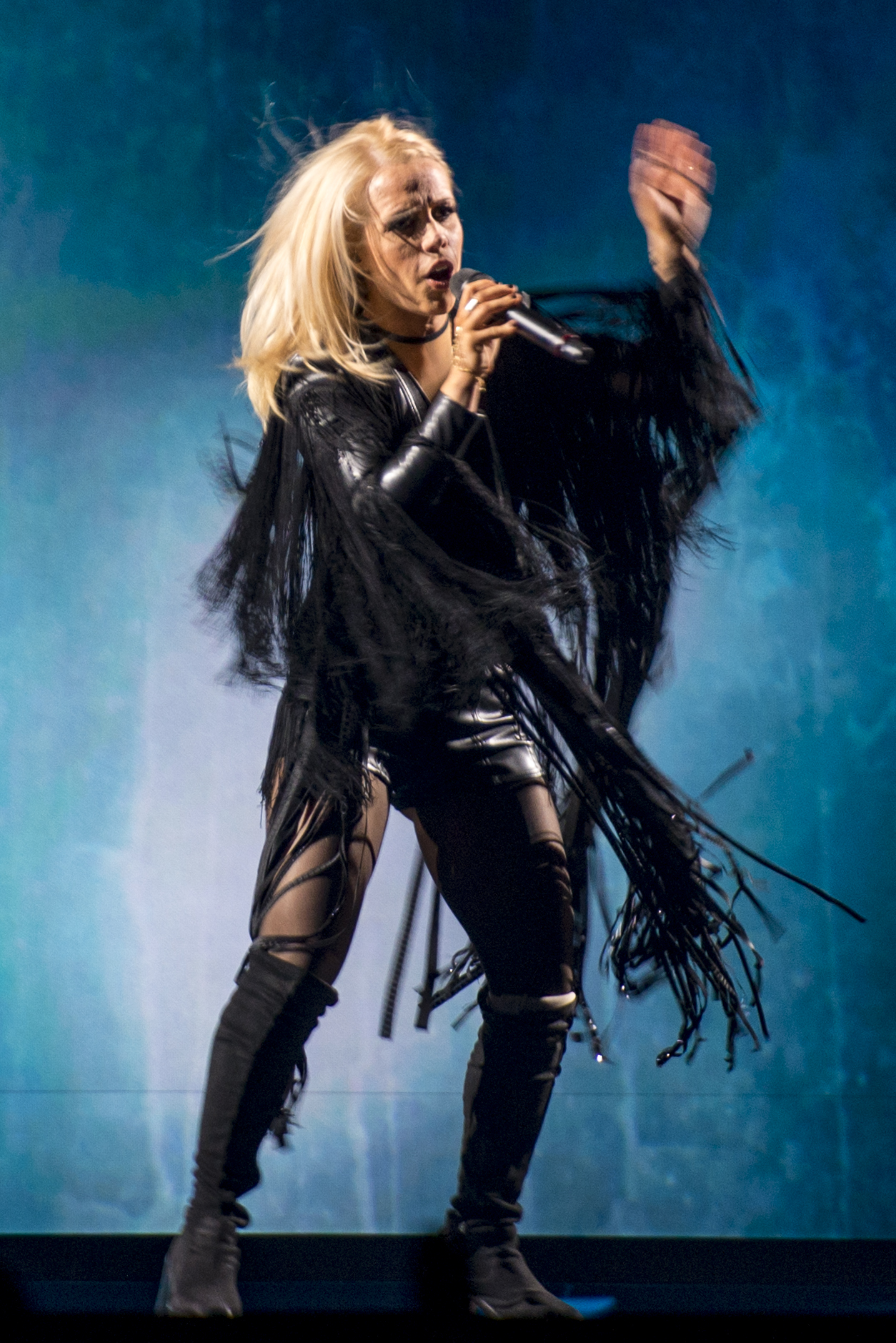
Gréta Salóme i Stockholm 2016.

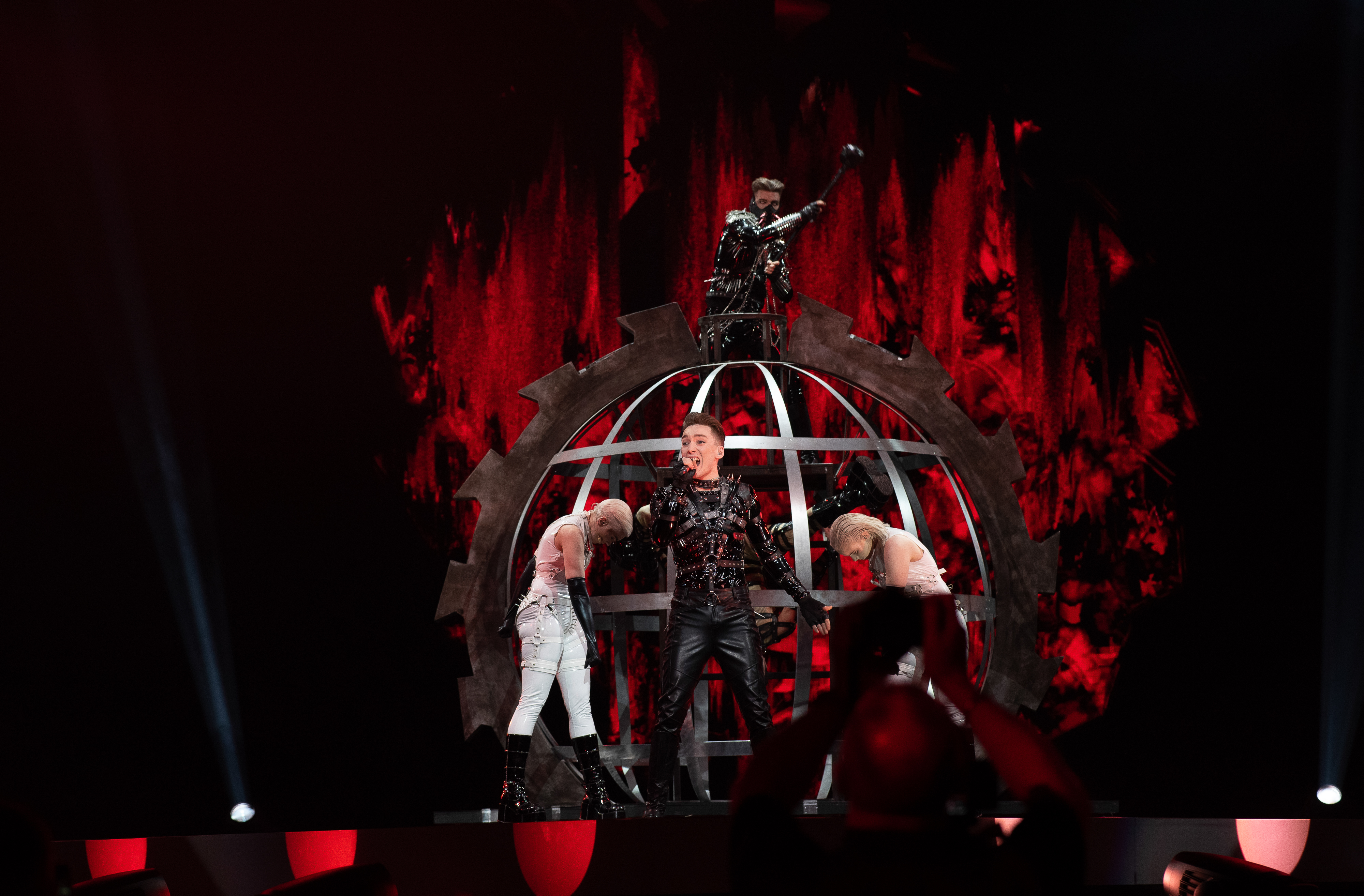
Hatari i Tel Aviv 2019.

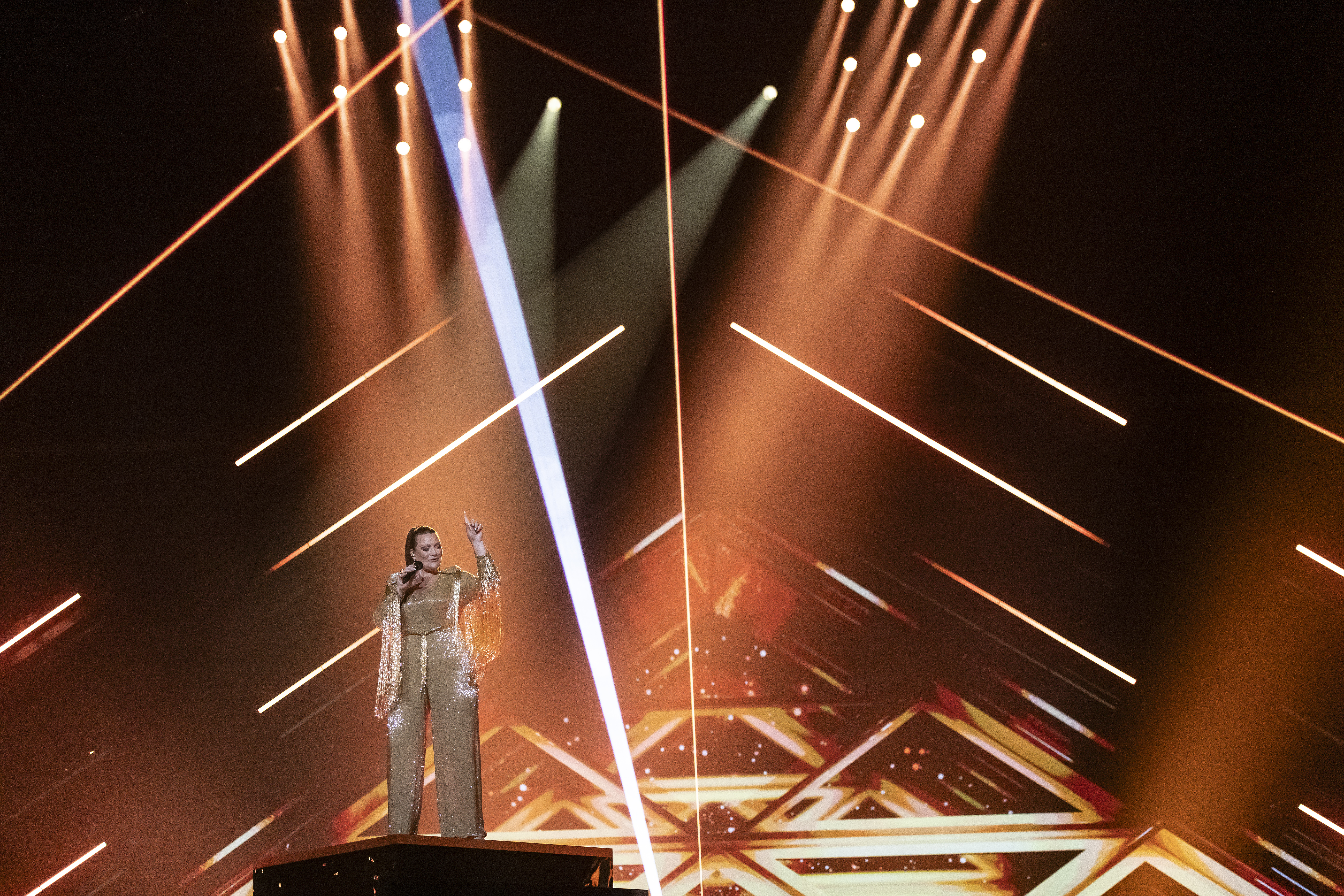
Hera Björk i Malmö 2024.

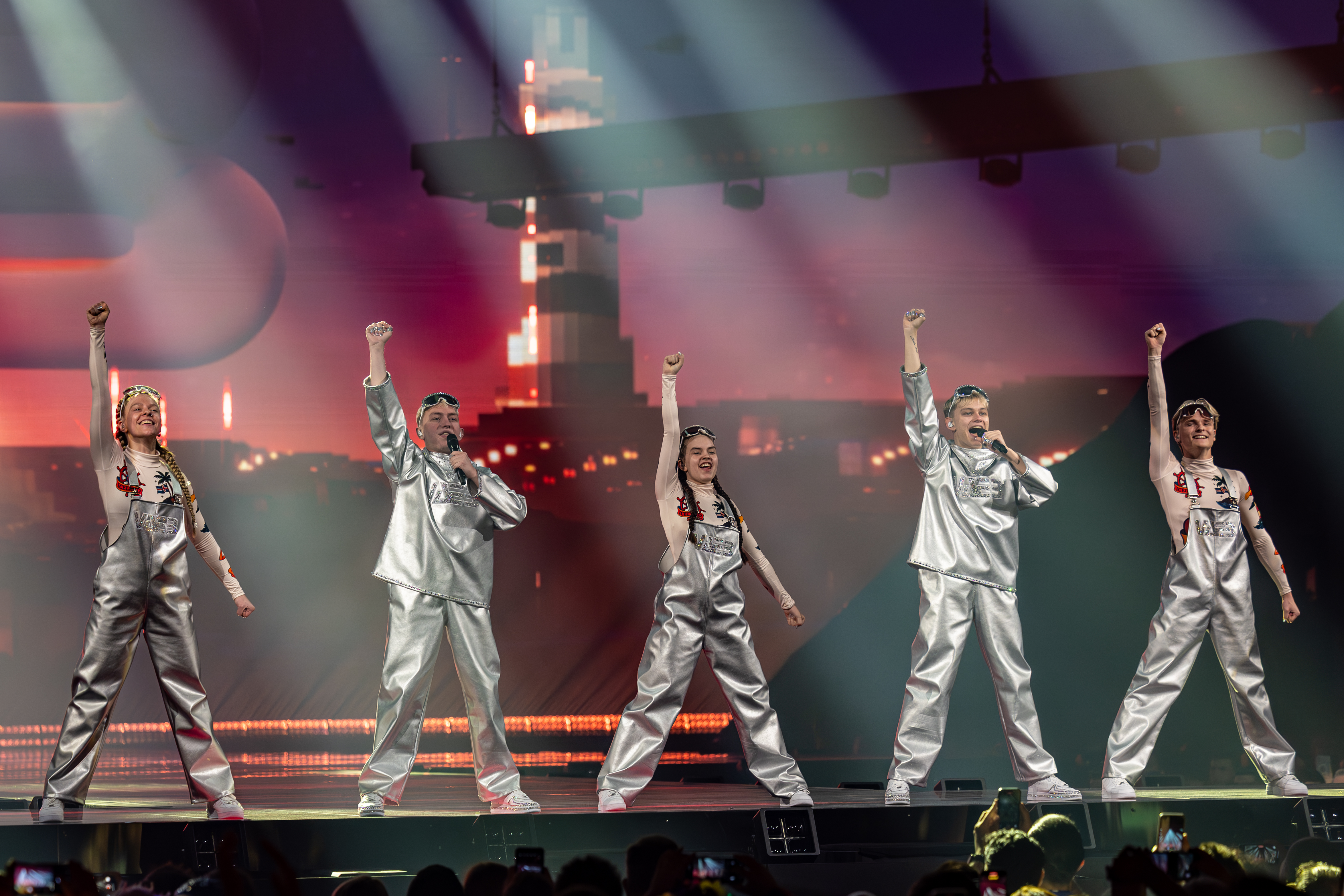
Væb i Basel 2025.

Island debuterade i Eurovision Song Contest 1986 och har till och med 2025 deltagit 37 gånger. Det isländska tv-bolaget Ríkisútvarpið (RÚV) har ansvarat för Islands medverkan varje år sedan 1986. Metoden för att utse representant och bidrag har varierat mellan internval och nationell uttagning. Majoriteten av uttagningsformen har valts genom den nationella uttagningen Söngvakeppni sjónvarpsins, som är motsvarigheten till svenska Melodifestivalen. 
Island är det enda nordiska land som hittills inte vunnit tävlingen. Island har som bästa resultat kommit tvåa i finalen vid två tillfällen, 1999 & 2009. Island har också kommit sist i finalen två gånger, 1989 och 2001 (delad sistaplats med Norge).

## Island i Eurovision Song Contest

### Historia
Orsaken att Island inte kom med förrän 1986 är att de blev medlemmar i EBU (ett måste för att kunna vara med) först vid slutet på 1985. Island hade inte anslutit sig till EBU tidigare då man inte hade haft satellit-tv-kontakt med Europa innan dess. Deras debutbidrag var gruppen ICY, i vilken Eiríkur Hauksson var medlem. Han representerade landet även 2007. Islands första fyra försök resulterade i dåliga placeringar, varav 1989 slutade man sist och poänglöst. Året därpå gick det betydligt bättre för Island då man hamnade på fjärdeplats med låten "Eitt lag enn" framförd av popbandet Stjórnin. Två år senare hamnade man på sjundeplats i Malmö 1992 med låten "Nei eða já" framförd av gruppen Heart 2 Heart. Från 1994 fram till 2003 var de dåvarande tävlingsreglerna sådana att länder som placerade sig sämre ett år fick avstå medverkan året därpå för att kunna göra plats åt andra länder som hade fått avstå året innan att delta (Sovjetunionens och Jugoslaviens fall resulterade i att flera länder ville delta vilket ledde till denna regel). Island uteblev därmed från tävlan vid två tillfällen, 1998 & 2002, eftersom man kom på en dålig placering året innan. 1999 kom genombrottet då Island kom tvåa efter Sverige med bidraget "All Out of Luck" framförd av Selma. 
När systemet med semifinal infördes 2004 var Island direktkvalificerade till finalen i Istanbul tack vare Birgitta Haukdals åttondeplats i Riga året innan. Enligt dåvarande system direktkvalificerade sig samtliga topp tio länder till finalen året därpå, en regel som gällde till 2007 och som 2008 ersattes med två semifinaler. Island placerade sig dåligt i finalen 2004, vilket ledde till att man behövde vara i semifinal igen året därpå. Trots att Selma representerade landet i Kiev 2005 misslyckades hon med att kvala sig till finalen. Island misslyckades med att kvala sig till finalen även 2006 & 2007. 
När systemet med två semifinaler infördes 2008 kvalade sig Island till finalen samtliga år mellan 2008 och 2014, men bara 2009 hamnade man på en bra placering. Yohanna representerade landet med låten "Is It True?". Island vann sin semifinal för första gången och slutade tvåa i finalen i Moskva i Islands bästa placering tillsammans med Selmas andraplats tio år tidigare. Efter sju raka finalplatser gick det sämre för Island i flera år framåt. Mellan 2015 och 2018 kvalade man sig inte in till finalen, 2018 kom man dessutom sist i semifinalen, vilket är det sämsta resultatet för Island någonsin. 2019 var man tillbaka till finalen för första gången på fem år. Det uppmärksammade bidraget "Hatrið mun sigra" framförd av EDM-bandet Hatari slutade trea i semifinalen och på tiondeplats i finalen. Det var första gången på tio år som Island slutat inom topp tio. 2021 gick det ännu bättre då förhandstippade bidraget "10 Years" framförd av Daði & Gagnamagnið slutade fyra i finalen och tvåa i semifinalen.

### Nationell uttagningsform
Fram till 2005 var metoden varierande mellan internval och den nationella uttagningen Söngvakeppni sjónvarpsins. Sedan 2006 används  enbart Söngvakeppni sjónvarpsins som standardsystemet för att utse representant och bidraget. Uttagningens upplägg har varit varierande genom åren med olika antal semifinaler och en final. På senare åren har systemet varit två semifinaler och en final. 

## Resultattabell
| 1 | Vinnare                            |
| 2 | Andra plats                        |
| 3 | Tredje plats                       |
| ◁ | Sista plats                        |
| X | Ett bidrag valdes men tävlade inte |

| År               | Artist                   | Bidrag                  | Språk             | Final              | Poäng              | Semi               | Poäng              |
| ---------------- | ------------------------ | ----------------------- | ----------------- | ------------------ | ------------------ | ------------------ | ------------------ |
| 1986             | ICY                      | "Gleðibankinn"          | Isländska         | 16                 | 19                 | Inga semifinaler   | Inga semifinaler   |
| 1987             | Halla Margrét Árnadóttir | "Hægt og hljótt"        | Isländska         | 16                 | 28                 | Inga semifinaler   | Inga semifinaler   |
| 1988             | Beathoven                | "Þú og þeir (Sókrates)" | Isländska         | 16                 | 20                 | Inga semifinaler   | Inga semifinaler   |
| 1989             | Daníel Ágúst Haraldsson  | "Það sem enginn sér"    | Isländska         | 22                 | 0                  | Inga semifinaler   | Inga semifinaler   |
| 1990             | Stjórnin                 | "Eitt lag enn"          | Isländska         | 4                  | 124                | Inga semifinaler   | Inga semifinaler   |
| 1991             | Stefán & Eyfi            | "Draumur um Nínu        | Isländska         | 15                 | 26                 | Inga semifinaler   | Inga semifinaler   |
| 1992             | Heart 2 Heart            | "Nei eða já"            | Isländska         | 7                  | 80                 | Inga semifinaler   | Inga semifinaler   |
| 1993             | Inga                     | "Þá veistu svarið"      | Isländska         | 13                 | 42                 | Inga semifinaler   | Inga semifinaler   |
| 1994             | Sigga                    | "Nætur"                 | Isländska         | 12                 | 49                 | Inga semifinaler   | Inga semifinaler   |
| 1995             | Bo Halldórsson           | "Núna"                  | Isländska         | 15                 | 31                 | Inga semifinaler   | Inga semifinaler   |
| 1996             | Anna Mjöll               | "Sjúbídú"               | Isländska         | 13                 | 51                 | 10                 | 59                 |
| 1997             | Paul Oscar               | "Minn hinsti dans"      | Isländska         | 20                 | 18                 | Inga semifinaler   | Inga semifinaler   |
| Deltog inte 1998 |                          |                         |                   |                    |                    |                    |                    |
| 1999             | Selma                    | "All Out of Luck"       | Engelska          | 2                  | 146                | Inga semifinaler   | Inga semifinaler   |
| 2000             | August & Telma           | "Tell Me!"              | Engelska          | 12                 | 45                 | Inga semifinaler   | Inga semifinaler   |
| 2001             | Two Tricky               | "Angel"                 | Engelska          | 22                 | 3                  | Inga semifinaler   | Inga semifinaler   |
| Deltog inte 2002 |                          |                         |                   |                    |                    |                    |                    |
| 2003             | Birgitta                 | "Open Your Heart"       | Engelska          | 8                  | 81                 | Inga semifinaler   | Inga semifinaler   |
| 2004             | Jónsi                    | "Heaven"                | Engelska          | 19                 | 16                 | Direktkvalificerad | Direktkvalificerad |
| 2005             | Selma                    | "If I Had Your Love"    | Engelska          | Kvalificerade inte | Kvalificerade inte | 16                 | 52                 |
| 2006             | Silvía Night             | "Congratulations"       | Engelska          | Kvalificerade inte | Kvalificerade inte | 13                 | 62                 |
| 2007             | Eiríkur Hauksson         | "Valentine Lost"        | Engelska          | Kvalificerade inte | Kvalificerade inte | 13                 | 77                 |
| 2008             | Eurobandið               | "This Is My Life"       | Engelska          | 14                 | 64                 | 8                  | 68                 |
| 2009             | Yohanna                  | "Is It True?"           | Engelska          | 2                  | 218                | 1                  | 174                |
| 2010             | Hera Björk               | "Je ne sais quoi"       | Engelska, franska | 19                 | 41                 | 3                  | 123                |
| 2011             | Sjonni's Friends         | "Coming Home"           | Engelska          | 20                 | 61                 | 4                  | 100                |
| 2012             | Gréta Salóme & Jónsi     | "Never Forget"          | Engelska          | 20                 | 46                 | 8                  | 75                 |
| 2013             | Eyþór Ingi Gunnlaugsson  | "Ég á líf"              | Isländska         | 17                 | 47                 | 6                  | 72                 |
| 2014             | Pollapönk                | "No Prejudice"          | Engelska          | 15                 | 58                 | 8                  | 61                 |
| 2015             | María Ólafs              | "Unbroken"              | Engelska          | Kvalificerade inte | Kvalificerade inte | 15                 | 14                 |
| 2016             | Gréta Salóme             | "Hear Them Calling"     | Engelska          | Kvalificerade inte | Kvalificerade inte | 14                 | 51                 |
| 2017             | Svala                    | "Paper"                 | Engelska          | Kvalificerade inte | Kvalificerade inte | 15                 | 60                 |
| 2018             | Ari Ólafsson             | "Our Choice"            | Engelska          | Kvalificerade inte | Kvalificerade inte | 19                 | 15                 |
| 2019             | Hatari                   | "Hatrið mun sigra"      | Isländska         | 10                 | 232                | 3                  | 221                |
| 2020             | Daði & Gagnamagnið       | "Think About Things"    | Engelska          | Tävlingen inställd | Tävlingen inställd | Tävlingen inställd | Tävlingen inställd |
| 2021             | Daði & Gagnamagnið       | "10 Years"              | Engelska          | 4                  | 378                | 2                  | 288                |
| 2022             | Systur                   | "Með hækkandi sól"      | Isländska         | 23                 | 20                 | 10                 | 103                |
| 2023             | Diljá                    | "Power"                 | Engelska          | Kvalificerade inte | Kvalificerade inte | 11                 | 44                 |
| 2024             | Hera Björk               | "Scared of Heights"     | Engelska          | Kvalificerade inte | Kvalificerade inte | 15                 | 3                  |
| 2025             | Væb                      | "Róa"                   | Isländska         | 25                 | 33                 | 6                  | 97                 |

## Röstningshistorik (1986–2017)
Källa: Eurovision Song Contest Database

### Island hargivitmest poäng till...
| Endast finaler | Endast finaler | Endast finaler |
| Nr             | Land           | Poäng          |
| -------------- | -------------- | -------------- |
| 1              | Sverige        | 193            |
| 2              | Danmark        | 182            |
| 3              | Norge          | 135            |
| 4              | Frankrike      | 93             |
| 5              | Finland        | 78             |

| Finaler och semifinaler | Finaler och semifinaler | Finaler och semifinaler |
| Nr                      | Land                    | Poäng                   |
| ----------------------- | ----------------------- | ----------------------- |
| 1                       | Sverige                 | 261                     |
| 2                       | Danmark                 | 232                     |
| 3                       | Norge                   | 186                     |
| 4                       | Finland                 | 145                     |
| 5                       | Portugal                | 115                     |

### Island harmottagitflest poäng från...
| Endast finaler | Endast finaler | Endast finaler |
| Nr             | Land           | Poäng          |
| -------------- | -------------- | -------------- |
| 1              | Sverige        | 112            |
| 2              | Norge          | 108            |
| 3              | Danmark        | 102            |
| 4              | Storbritannien | 72             |
| 5              | Portugal       | 58             |

| Finaler och semifinaler | Finaler och semifinaler | Finaler och semifinaler |
| Nr                      | Land                    | Poäng                   |
| ----------------------- | ----------------------- | ----------------------- |
| 1                       | Sverige                 | 182                     |
| 2                       | Danmark                 | 157                     |
| 2                       | Norge                   | 157                     |
| 4                       | Finland                 | 141                     |
| 5                       | Spanien                 | 109                     |